# Parbaju Tonga
Parbaju Tonga is een bestuurslaag in het regentschap Tapanuli Utara van de provincie Noord-Sumatra, Indonesië. Parbaju Tonga telt 1068 inwoners (volkstelling 2010).